# Гостеёв
Гостеёв (чеш. Hostějov, бывш. нем. Hostejow) — муниципалитет на юго-востоке Чешской Республики, в Злинском крае. Входит в состав района Угерске-Градиште.
Один из самых малонаселённых муниципалитетов Чехии.

## География
Расположен на расстоянии 15 км к западу от города Угерске-Градиште и в 36 км к юго-западу от Злина.
Граничит с муниципалитетами Осветимани (с севера), Уездец (с востока), а также с муниципалитетами Сировин (с юга) и Жеравице (с юго-запада) района Годонин.
Связан автобусным сообщением с городом Угерске-Градиште.

## История
Впервые упоминается в 1371 году, когда деревня принадлежала королевскому (до 1456 года) поместью Бзенец. С 1587 года этим поместьем управлял род из Прускова.
Тридцатилетняя война разорила регион, и в 1656 году в Гостеёве осталось лишь 7 жилых домов. В XVIII веке в имении развивалось виноделие — было 15 виноградников.
В 1806 году имение Бзенец передано роду Дитрихштейнов. В 1853 году Гостеёв выкупился из феодального владения за 2538 золотых. Школы в деревне не было.
В 1874 году построено здание муниципалитета, в 1902-м — дорога с твердым покрытием в Сировин, а в 1905-м — в Уездец.
После Первой мировой войны в деревне было две библиотеки, волонтерская пожарная бригада. В 1942 году (в период оккупации) деревня была электрифицирована.
После Второй мировой войны создан сельскохозяйственный кооператив, построена прачечная, заработало радио и телефонная станция, ликвидированы овраги.
В 1951 году проведена канализация, в 1956-м появилось автобусное сообщение, в 1957 году создан единый сельскохозяйственный кооператив.
С 1960 по 1969 год Гостеёв был частью муниципалитета Розквет, включавшего также Уездец и Медловице, а в 1980–1990 годах — частью муниципалитета Осветимани.
После этого проведен водопровод, деревня газифицирована.

### Изменение административного подчинения
- 1850 год — Австрийская империя, Моравия, край Брно, политический и судебный район Киёв;
- 1855 год — Австрийская империя, Моравия, край Градиште, судебный район Киёв;
- 1868 год — Австро-Венгрия, Цислейтания, Моравия, политический и судебный район Киёв[6];
- 1920 год — Чехословацкая Республика, Угерско-Градиштская жупания[чеш.], политический и судебный район Киёв;
- 1928 год — Чехословацкая Республика, Моравско-Силезская земля, политический и судебный район Киёв;
- 1939 год — Протекторат Богемии и Моравии, Моравия, область Брюнн, политический и судебный район Гайя[7];
- 1945 год — Чехословацкая Республика, Моравскосилезская земля, административный и судебный район Киёв[8];
- 1949 год — Чехословацкая республика, Готтвальдовский край, район Угерске-Градиште[9];
- 1960 год — ЧССР, Южноморавский край, район Угерске-Градиште;
- 2003 год — Чехия, Злинский край, район Угерске-Градиште, ОРП Угерске-Градиште.

## Население
| Год  | Численность | Численность |
| ---- | ----------- | ----------- |
| 1869 | 110         | [ 10 ]      |
| 1880 | 112         | [ 10 ]      |
| 1890 | 99          | [ 10 ]      |
| 1900 | 98          | [ 10 ]      |
| 1910 | 108         | [ 10 ]      |
| 1921 | 112         | [ 10 ]      |
| 1930 | 98          | [ 10 ]      |
| 1950 | 98          | [ 10 ]      |
| 1961 | 102         | [ 10 ]      |
| 1970 | 99          | [ 10 ]      |
| 1980 | 64          | [ 10 ]      |
| 1991 | 53          | [ 10 ]      |
| 2001 | 37          | [ 10 ]      |
| 2014 | 39          | [ 11 ]      |
| 2016 | 38          | [ 12 ]      |
| 2017 | 41          | [ 13 ]      |
| 2018 | 40          | [ 14 ]      |
| 2019 | 43          | [ 15 ]      |
| 2020 | 44          | [ 16 ]      |
| 2021 | 46          | [ 17 ]      |
| 2022 | 46          | [ 18 ]      |
| 2023 | 41          | [ 19 ]      |
| 2024 | 40          | [ 20 ]      |
| 2025 | 41          | [ 3 ]       |

По переписи 2011 года в деревне проживало 30 жителей (из них 7 чехов, 18 моравов и 4 не указавших национальность, в 2001 году — 48,6 % чехов и 51,4 % моравов), из них 17 мужчин и 13 женщин (средний возраст — 42,6 года).
Из 27 человек старше 14 лет 10 имели базовое (в том числе неоконченное) образование, 13 — среднее, включая учеников (из них 4 — с аттестатом зрелости), 4 — высшее (все магистры).
Из 30 человек 18 были экономически активны (в том числе 6 безработных), 12 — неактивны (6 неработающих пенсионеров и 6 учащихся).
Из 12 работающих 1 работал в сельском хозяйстве, 3 — в промышленности, 2 — в строительстве, 1 — в торговле и авторемонте, 2 — в транспортно-складской отрасли, 1 — в финансово-страховой сфере, 1 в здравоохранении.